# Léon Mabille
Léon Hubert Ghislain Mabille, né le 23 mars 1845 au Roeulx (Hainaut) en Belgique et mort le 11 juillet 1922 à Louvain en Belgique, est une personnalité politique belge wallonne, membre du parti catholique, qui a contribué une majeure partie de sa vie à l’amélioration  et au développement d’œuvres sociales.  
Issu d’un  milieu bourgeois et catholique, il commença sa carrière en tant qu’avocat puis professeur à l’Université de Louvain  en 1872. Portant un intérêt primordial  pour la question sociale, dès son plus jeune âge, il entreprit très vite une carrière politique en tant que  conseiller communal au Roeulx, bourgmestre,  échevin et député chrétien-démocrate de l’arrondissement de Soignies,  en vue de préconiser des réformes en faveur de l’égalité et de l’équité dans la législation. Il  contribua  ainsi considérablement  au développement d’ œuvres ouvrières et à d’importants travaux de réaménagement de la ville.

Ayant marqué son époque par ses prises de position politiques et sociales, Léon Mabille reste un personnage illustre dont la vie et l'œuvre ont fait l’objet de plusieurs hommages.

## Biographie

### Jeunesse et famille
Né au Roeulx le 23 mars  1845,  Léon Mabille, de son nom complet Léon Hubert Ghislain Mabille vécut principalement à Louvain où il séjournait en semaine au cours de l’année scolaire ainsi qu’au Roeulx, ville  dans laquelle se trouvait son domicile principal . 
Celui-ci, issu d’une famille bourgeoise,  est le  fils  ainé d’un médecin membre également du conseil des hospices. Son oncle, Gustave Mabille, fut conseiller communal pendant 47 ans ainsi que bourgmestre durant 22 ans. Sous les dominations française et hollandaise, un des ancêtres maternels de Léon fut maire de la ville. La petite sœur de ce dernier, nommée Élise, fut l'épouse de Pierre Deschamp, le neveu du cardinal et du ministre de l'époque. 

### Études
Léon Mabille  fit ses études au sein du collège des Jésuites Saint-Stanislas à Mons,. En 1863, il quitta le collège, afin de s’inscrire à l’université de Louvain en faculté de philosophie et lettres préparatoires au Droit,. À l’âge de 22 ans, Léon Mabille fut diplômé docteur en droit le 7 août 1867,,. Il avait eu comme maîtres à la faculté de droit Ernst Smolders, Delcour, Thonissen, Émile De Jaer, Perin, Thimus, Staedtler .

### Rapport à la religion
Issu d’une famille catholique, Léon Mabille se construit une foi caractérisée par la prière, la pénitence et la messe. Il puisa, en effet, sa moralité, sa dévotion au catholicisme  et son amour du pays de l’éducation chrétienne et civique qu’il reçut dans la maison paternelle ainsi que  de l’importance majeure  que ses traditions familiales accordaient au service de l’Église et de l'État . 
M. Defourny, professeur  de l’université de Louvain, s’est conséquemment prononcé  le 15 novembre 1922 lors d’un discours académique en la mémoire de  Léon Mabille, sur son rapport au christianisme,  en s’exprimant ainsi: 
"Mabille s’est contenté d’être simplement un chrétien et de servir avec obstination de tout son âme, l’idéal qu’il avait accepté. Rien ne l’en a détourné, ni la crainte, ni les honneurs. À visage découvert, il a combattu sans hésitation ni répit, toutes les forces hostiles à l’Église, ouvertement il a coopéré avec toutes celles qui étaient favorables à l’extension de son règne, pour elle, il a dépensé sans réserve les dons heureux que la Providence lui avait départis. À l’instar du Christ, il a aimé et beaucoup, les jeunes, les faibles et les petits. Pas une cause catholique dans notre pays  qui n’ait été la sienne et à laquelle il n’ait apporté le plein contour de son talent, de son dévouement…de son argent".

### Carrière professionnelle

#### Avocat
Léon Mabille s'est inscrit au barreau de Mons le 20 octobre 1870 au sein duquel il exerça sa profession d’avocat et collabora également avec son ami Adolphe Englebienne   pour ses  plaidoiries. Toutefois, il renonça assez vite à ce début de carrière qu'il avait entrepris.  

#### Professeur d'université
Il devint ensuite professeur  en 1872 à l’université de Louvain dans laquelle il fut titulaire du cours de droit civil du second Doctorat, et à postériori, titulaire du cours de Droit civil du premier Doctorat en 1887.  
En 1873, il fut notamment président de l'Émulation. L'Émulation fut une société de libre discussion où les sujets les plus variés étaient traités dans le but de se former à l'éloquence, à l'art de s'exprimer correctement et de soutenir judicieusement un débat. Les membres venaient ainsi  y cultiver des qualités formelles, des dons de style et d'élocution.

#### Engagement et carrière politique
Léon Mabille était un démocrate-chrétien, préoccupé dès l’âge de 25 ans en 1870  par la question sociale, ce qui marqua  ainsi le début de son engagement politique. Il déclara, lors d'un discours prononcé pour sa candidature aux  élections législatives que: 
«La solution de la question ouvrière serait la question de l’avenir, et ma plus grande préoccupation serait de concourir par des mesures sages et prudentes à l’organisation d’une démocratie saine et honnête, qui s’appuie sur la moralité et l’instruction, et devienne  une force nouvelle et l’adversaire naturel de la démagogie».
Après sa fonction en tant que  vice-président de la fédération des cercles  et  des associations catholiques en 1884, Léon Mabille s’est consacré aux réformes législatives et aux œuvres ouvrières en préconisant les réformes en faveur de l’égalité  et de l’équité dans la législation et en matière politique, militaire, scolaire et sociale.
En 1889, il fut à la tête du comité cantonal de Rœulx au sein duquel il avait pour but  de développer et d'améliorer les œuvres sociales dans le canton de Roeulx. Il fut également l’auteur des manifestations ouvrières au Roeulx le 14 septembre 1890, à Enghien le 26 septembre 1891 et à  Seneffe le 24 juillet 1892.

En 1892, Léon Mabille fit construire un bâtiment  pour abriter ses sociétés et ses œuvres. Son édifice connut plusieurs appellations : «Corporation des francs ouvriers», «Maison des ouvriers», «Cercle catholique», «  Patria», «Centre culturel et sportif de la Ville du Roeulx»,. Léon s'exprima dans une lettre du 23 avril 1922 adressée à Paul Debaisieux,professeur à Louvain en disant : 
«La Maison des Ouvriers m’appartient. Elle fut bâtie par moi, sur un terrain acheté par moi, à l’aide des sommes qui furent recueillies par moi et pour une forte part à l’aide de deniers propres. La propriété n’est donc pas contestable. Je considère qu’elle doit être affectée aux œuvres en vue desquelles elle a été établie ou à des œuvres similaires. L’affectation doit subsister ».
Aidé principalement de Victor Hanotiau (bras droit de Léon Mabille) et de Florimond Senel, Léon Mabille a, dès 1893, contribué au développement de nombreuses œuvres qui engendrèrent par la suite la création du parti démocratique du centre soutenant celles-ci. La première œuvre fut le cercle régional d’étude sociale du centre, élaborée en 1893 dont il fut l'animateur extérieur. Créé à La Louvière, ce cercle, considéré comme un parlement des ouvriers catholiques du Centre, avait pour but d’initier les ouvriers et les jeunes à l’étude des questions sociales portant sur la classe ouvrière, en les formant à défendre leur intérêts. Il y eut également comme autres œuvres la fédération des mutualités chrétiennes créée le 23 avril 1893, la fédération des mutualités de retraite  destinée à faciliter aux sociétés l’administration de l’assurance contre la vieillesse, la caisse de réassurance et d’invalidité et la fédération des francs mineurs du centre fondée le 27 mai 1894 à laquelle s’ajoutèrent d’autres syndicats métallurgistes : le nom des ouvriers, la brasserie coopérative, les différents cercles ouvriers de la région. 
Le 7 juillet 1895, le parti démocratique du Centre de l’arrondissement de Soignies sera définitivement organisé. Ce parti est un groupement politique et social ayant pour but de réunir toutes les sociétés ouvrières de la région ainsi que tous les hommes se proposant à aider au relèvement de la condition de la classe ouvrière en une organisation. Il y eut divers objectifs secondaires tels que le développement du mouvement démocratique chrétien dans le centre qui s'est effectué par la création d’associations professionnelles et économiques ainsi que la formation des propagandistes, comme autre objectif, qui eux soutenaient les principes de la démocratie chrétienne, prenaient part aux luttes politiques et liaient le parti démocratique du centre aux groupes démocratiques chrétiens des autres régions du pays en vue de créer l'unité. Le parti démocratique du centre comprend la fédération des mutualités, les fédérations des syndicats chrétiens, le cercle régionale d’étude sociale avec sa section de propagande et les cercles ouvriers de la région. Ce parti fut dirigé par un conseil central composé de délégués de groupes affiliés  au sein  duquel  fut élu un bureau composé de 11 membres dont Léon Mabille.  Le programme du Parti démocratique du Centre a été rédigé en 1895 par Léon Mabille, au lendemain des premières élections législatives au suffrage universel masculin,.

#### Fin de carrière
30 ans après  s’être présenté en tant que candidat aux élections législatives, Léon Mabille fut élu député dans l’arrondissement de Soignies à la suite d’une lutte électorale continue de 10 campagnes successives. En 1900, Léon Mabille entrera pour la première fois  à la Chambre. Constamment réélu sur la liste de l’union catholique, il y restera jusqu’à la fin de sa vie et participera à l'élaboration des lois aux commissions. Intervenant lors de nombreux débats, il laissa ses traces dans d’importantes discussions concernant la réparation des accidents du travail, le repos dominical, ou encore la limitation des heures de travail.
Léon Mabille, choisi par le Roi devint bourgmestre de la ville de Roeulx en 1903 . Il transforma dès lors cette ville en y apportant d’importantes modifications et travaux de réaménagement. En effet, il permit l'aménagement de certains quartiers et "fit construire autour de cette ville, des coquettes habitations ouvrières". Il contribua à la création d’un centre culturel  ainsi que d’un square en 1911 portant son nom. Les constructions ont été bâties sur une propriété qui, à l’origine, lui appartenait. Après l’Armistice, il devint échevin en 1919,. 

### Les dernières années
Au cours de la Première Guerre mondiale, Léon Mabille «fut condamné pour avoir porté sur la place publique l’écharpe tricolore». Il fut accusé ultérieurement d’être à la source de la résistance des bourgmestres du centre et fut emprisonné. À la suite d'une pneumonie, il décéda  le 11 juillet 1922 ,.

## Hommage et postérité
Le 27 juillet 1922, quelques jours après les funérailles de Léon Mabille, le conseil communal du Roeulx décida à l’unanimité des groupes catholiques, socialistes et libéraux d’élever une statue en hommage et en l’honneur de celui-ci  . Le monument dont le réalisation fut confiée à Léon Gobert aidé par M. Bertiaux et Hector Brognon a été sculpté au sein d'une unique pierre. La statue représente Léon Mabille jusqu’à hauteur de la ceinture, habillé d’un chapeau, d’une cape et d’une mallette . Ce n’est  toutefois que le 10 juillet 1927 que cet édifice sera inauguré au cœur du square Léon Mabille. La statue fut complétée plus tard par une plaque en bronze, réalisée par Hector Brognon en  automne 1927, sur laquelle est inscrit:  « À Léon Mabille Bourgmestre ».  Cependant, elle ne fut apposée qu’en 1928, plus de 6 mois après l’inauguration du monument.
Suivant la volonté de Mabille, le bâtiment qu'il a construit servit,  grâce à monsieur Debaisieux, de don à l’A.S.B.L  "Le Cercle catholique du Roeulx». Fondée le 28 septembre 1925, « Le Cercle », intitulé ainsi autrefois, devint le local de plusieurs groupements  dont  la Corporation et la Mutuelle des francs-ouvriers, la conférence de  Saint-Vincent-de-Paul, le Patronage, les sociétés de Sainte-Barbe, des Fanfares-Amateurs et de Saint-Sébastien.
Au fil des années, la salle s'est transformée en cinéma, cabaret, salle sportive ainsi qu'en salle de spectacle et d'atelier. Désormais, sous le nom de "Centre culturel Joseph Faucon", depuis  2002, la nouvelle A.S.B.L menée par l’échevin de l’époque,  Pierre Selvais,  collabore  avec diverses associations locales .